# Внешняя политика Бразилии
Бразилия имеет большое политическое и экономическое влияние в Латинской Америке, также является важным игроком на мировой арене. За её внешнюю политику отвечает Министерство внешних связей.
Политика Бразилии составляет сильную конкуренцию США в отношениях с другими странами Латинской Америки.
Бразилия участвует в многосторонней дипломатии в рамках Организации американских государств и Организации Объединённых Наций, а также улучшает связи с развивающимися странами Африки и Азии.

## Дипломатические отношения
Бразилия поддерживает дипломатические отношения со всеми государствами-членами ООН, за исключением:
- Бутан
- Гондурас — дипломатические отношения были приостановлены 29 июня 2009 года в связи с государственным переворотом[4].
- Маршалловы Острова
- Федеративные Штаты Микронезии
- Тонга
- Тувалу
- Косово[5]
- Китайская Республика

### ЕС
Бразилия и ЕС являются стратегическими партнерами в латино-американском регионе и имеют общую границу протяжённостью 673 км (между штатом Амапа и французским заморским департаментом Французской Гвианы).
Бразилия и Европейский союз установили дипломатические отношения в 1960 году. В период 1992—2004 годов было подписано соглашение о сотрудничестве между ЕС и Бразилией, а также МЕРКОСУР. В 2007 году состоялся первый саммит в формате ЕС-Бразилия.

### Россия
28 января 2006 года Россия и Бразилия завершили двусторонние переговоры о присоединении России к ВТО и подписали соответствующее соглашение. В ноябре 2008 года было подписано межправительственное соглашение, устанавливающее безвизовый режим поездок граждан России и Бразилии друг к другу на срок до 90 дней. С 7 июня 2010 года был введён безвизовый режим для краткосрочных поездок.
На встрече с вице-президентом Бразилии Владимир Путин заявил, что у российско-бразильских отношений существует большой потенциал и что об этом говорит увеличение товарооборота на 28 % в 2010 году. Он также отнёс Бразилию «к числу наших стратегических партнёров не только в Латинской Америке, но и в мире».
Бразилия и Россия сотрудничают также в таких международных организациях, как ООН и БРИКС.
16 февраля 2022 года в Москве состоялась первая российско-бразильская встреча в формате «2+2». С российской стороны в ней приняли участие министр иностранных дел С. В. Лавров и министр обороны С. К. Шойгу, с бразильской — министр иностранных дел К. Франса и министр обороны В. Брага Нетто. Подтверждён общий настрой на укрепление отношений российско-бразильского стратегического партнерства.

## Международные проблемы
- Бразилия имеет спорные территории с Уругваем[8].
- В 1986 году Бразилия объявила сектор между 28°W к 53°W «бразильской Антарктидой» (порт. Antártica Brasileira)[9].
- В 2004 году Бразилия представила свои требования Комиссии ООН по пределам Континентального шельфа (CLCS) в целях расширения её морской границы[10].

## Иностранная помощь
Бразильское агентство по сотрудничеству (Agência Brasileira de Cooperação) предоставляет помощь различным странам Африки и Латинской Америки.

## Участие в международных организациях
Бразилия участвует в 73 международных организациях:
- ООН (1945)
- МВФ (1946)
- МБРР (1946)
- ОАГ (1948)
- ЛАЭС (1975)
- ЛАИ (1980)
- Группа Рио (1986)
- МЕРКОСУР (1991)
- ВТО (1995)
- Содружество португалоязычных стран (1996)
- УНАСУР (2004)
- G20 (1999)
- G7+5 (2014)
- БРИКС (2009)

Бразилия отказалась от ядерного оружия, подписав Договор Тлателолько о создании безъядерной зоны в Латинской Америке (1967) и Договор о нераспространении ядерного оружия (1997).